# Rue du Cloître (Nancy)
La rue du Cloître est une voie de la commune de Nancy, dans le département de Meurthe-et-Moselle, en région Lorraine.

## Situation et accès
La rue du Cloître est placée au sein de la Ville-neuve, à proximité immédiate de la Cathédrale, et appartient administrativement au quartier Charles III - Centre Ville.
Débutant dans sa partie septentrionale place Monseigneur-Ruch, à l'angle de la rue Saint-Georges, la rue du Cloître adopte une direction générale nord-sud. La voie aboutit au sud perpendiculairement à la rue de la Primatiale, sans croiser d'autre voie.
La rue du Cloître est desservie par la ligne 1 du tramway, via la station « Cathédrale ».

## Origine du nom
Ce nom ne rappelle nullement le souvenir d'un cloître aux alentours de la Primatiale car il n'en exista jamais. Il indique le souvenir du vieux cloître de la Collégiale Saint-Georges, sur la Petite-Carrière, où l'on rendait la justice consulaire, en vertu des ordonnances ducales remontant à 1341 et concernant les divers corps de marchands de Nancy, Rosières et Saint-Nicolas de Port.

## Historique
Après avoir porté le nom de rue de la Voûte en 1796, elle prend sa dénomination actuelle en 1839.